# Федорівська сільська рада (Приазовський район)
| Федорівська сільська рада — колишній орган місцевого самоврядування у Приазовському районі Запорізької області з адміністративним центром у с. Федорівка. Історична дата утворення: в 1992 році. Водоймища на території, підпорядкованій даній раді: р. Апанди. Сільській раді підпорядковані населені пункти: - с. Федорівка |

## Склад ради
Рада складається з 14 депутатів та голови.

### Керівний склад ради
| ПІБ                      | Основні відомості                                                    | Дата обрання | Дата звільнення |
| ------------------------ | -------------------------------------------------------------------- | ------------ | --------------- |
| Кучеріна Ольга Федорівна | Сільський голова, 1971 року народження, освіта, член Партії регіонів | 26.03.2006   | 31.10.2010      |

Примітка: таблиця складена за даними джерела